# Milky Way
Pour les articles homonymes, voir MilkyWay (homonymie).
Milky Way (littéralement traduit comme Voie Lactée en français) est une marque commerciale de barre de chocolat issue de l'industrie agroalimentaire. La marque est la propriété du groupe Mars Incorporated ; la confiserie est fabriquée dans ses usines. La version nord américaine est faite de chocolat-nougat recouverte de caramel puis de chocolat au lait et est similaire à de la barre Mars européenne. La version européenne n'est pas recouverte de caramel et est similaire à la version nord américaine 3 Musketeers.

## Histoire
Cette confiserie a été créée en 1923 par Franklin Clarence Mars et fut la première formant une barre remplie. Son goût était inspiré du milk-shake au chocolat-malt très populaire à l'époque.
Le 10 mars 1925, la marque Milky Way fut déposée aux États-Unis, réclamant une première utilisation datant de 1922. En 1926, la barre était introduite avec deux saveurs chocolat et vanille, chacune pour une pièce de cinq cents. En juin 1932, elle fut commercialisée composée de deux morceaux ; quatre ans plus tard en 1936, les arômes chocolat et vanille disparurent.
La barre à la vanille, qui était recouverte de chocolat noir plutôt que de chocolat au lait, fut renommée « Forever Yours ». Elle resta disponible jusqu'en 1979 avant l'arrêt de sa fabrication. En raison d'une forte demande, la barre revint en 1989 renommée en « Milky Way Dark ». En 2000, elle fut renommée une nouvelle fois, devenant « Milky Way Midnight ».
Le slogan d'une longue campagne publicitaire en Grande-Bretagne et en Australie était « The sweet you can eat between meals - without ruining your appetite » (« La douceur que vous pouvez manger entre les repas, sans vous couper l'appétit »). La barre Milky Way est aussi disponible en Europe sous le nom « Milky Way Crispy Rolls » qui sont des gaufrettes roulées couvertes de chocolat remplies avec une crème lactée.
En Australie, les différents arômes de la barre comprennent également la banane et la fraise.

### Anecdotes
La version européenne de la barre flotterait dans l'eau (et dans du lait) sans couler grâce à sa faible densité (0,88 g/cm3) comme le suggère la publicité européenne montrant une barre de Milky Way flotter dans un saladier de lait. Il semblerait cependant que tous les consommateurs ayant voulu reproduire cette expérience chez eux n'aient jamais vu la barre flotter, mais plutôt couler. Cette pseudo-caractéristique a été utilisée comme argument d'une campagne publicitaire en Grande-Bretagne, en Irlande, en France dans le passé (dont Les Nuls ont réalisé une parodie en la comparant avec un excrément flottant) et en Allemagne.
En anglais, « Milky Way » est le nom de la Voie lactée.

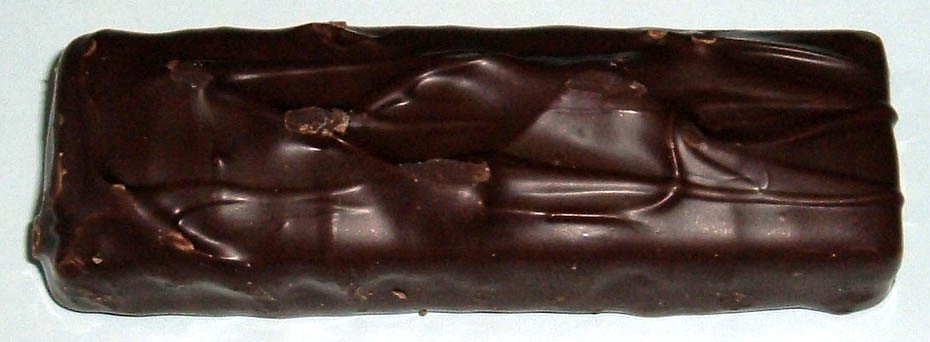
Barre Milky Way américaine déballée.
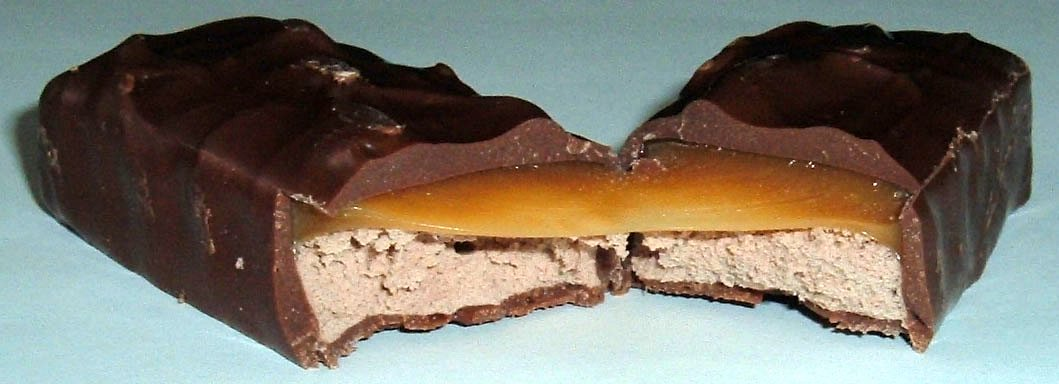
Barre Milky Way américaine sectionnée.
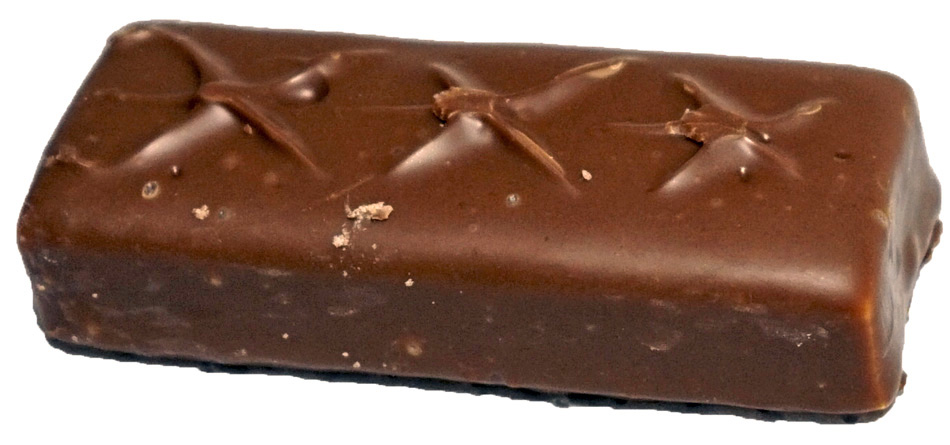
Barre Milky Way européenne déballée.
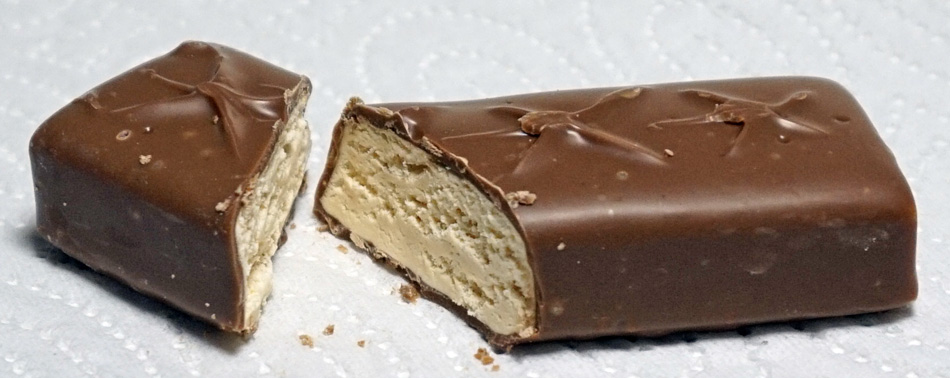
Barre Milky Way européenne sectionnée.